# Winnie the Pooh: Blood and Honey
Winnie the Pooh: Blood and Honey är en brittisk slasherfilm från 2023, med svensk biopremiär den 15 februari 2023. Filmen är skriven, regisserad och producerad av Rhys Frake-Waterfield och är en skräckberättelse som bygger på A.A. Milnes och Ernest H. Shepards barnböcker om Nalle Puh. I huvudrollerna syns Craig David Dowsett och Chris Cordell.
Den första boken om Nalle Puh, publicerades 1926 och 2022 släpptes rättigheterna till boken. Detta innebar att tolkningar av sagan fick skapas vilket Frake-Waterfield tog fasta på och skapade Winnie the Pooh: Blood and Honey där Nalle Puh framställs som en galen massmördare.

## Handling
Det har nu gått flera år sedan Christopher Robin sade farväl till sina älskade vänner Nalle Puh, Nasse, I-or, Kanin och Uggla, och lämnade hela Sjumilaskogen bakom sig för att börja på college. En dag, åker han och fästmön Mary tillbaka till den stora skogen för att återse hans gamla vänner, men detta ska dock inte bli något kärt återseende som man så gärna hade hoppats på. För under tiden har de tidigare så snälla och gulliga Nalle Puh och Nasse blivit vilda, blodtörstiga massmördare efter det svek som Christopher Robin utsatt dem för. De tar livet av Christopher Robins älskade Mary och tillfångatar honom, men han lyckas fly. De terroriserar sedan några universitetstjejer, vilket resulterar i en mordisk kamp i jakten på människokött. Kommer denna hemska mardröm någonsin att ta slut, eller kommer den att pågå i all evighet?

## Mottagande
Den 21 mars 2023 meddelade filmdistributören VII Pillars Entertainment att man med omedelbar verkan ställt in alla visningar av filmen i Hong Kong och Macao. Distributören angav ingen orsak, men Hong Kong's kontor för administration av film, tidningar och artiklar förnekade att filmen blivit censurerad.
År 2018 förbjöd censurmyndigheterna i Kina visning av filmen Christoffer Robin & Nalle Puh på grund av att karaktären Nalle Puh satiriskt kommit att associeras med den kinesiske ledaren Xi Jinping.

## Rollista
- Craig David Dowsett – Nalle Puh
- Chris Cordell – Nasse
- Amber Doig-Thorne – Alice
- Nikolai Leon – Christopher Robin
- Maria Taylor – Maria
- Natasha Rose Mills – Jess
- Danielle Ronald – Zoe
- Natasha Tosini – Lara
- Paula Coiz – Mary
- May Kelly – Tina
- Richard D. Myers – Logan
- Simon Ellis – Tucker
- Jase Rivers – John
- Marcus Massey – Colt
- Danielle Scott – Charlene
- Mark Haldor – Scott